# Selección de balonmano de Francia
La selección de balonmano de Francia es el equipo formado por jugadores de nacionalidad francesa que representa a la Federación Francesa de Balonmano en las competiciones internacionales organizadas por la Federación Internacional de Balonmano (IHF) o el Comité Olímpico Internacional (COI). Es el conjunto más laureado del panorama internacional, con tres medallas de oro en los juegos olímpicos, seis campeonatos mundiales y cuatro campeonatos europeos.

## Palmarés
| Competición        | Medalla de oro                     | Medalla de plata | Medalla de bronce            |
| ------------------ | ---------------------------------- | ---------------- | ---------------------------- |
| Juegos Olímpicos   | 2008, 2012, 2020                   | 2016             | 1992                         |
| Campeonato Mundial | 1995, 2001, 2009, 2011, 2015, 2017 | 1993, 2023       | 1997, 2003, 2005, 2019, 2025 |
| Campeonato Europeo | 2006, 2010, 2014, 2024             |                  | 2008, 2018                   |

### Trayectoria

#### Juegos Olímpicos
| Año   | Posición        | PJ | PG | PE | PP | GF   | GC   | DG   |
| ----- | --------------- | -- | -- | -- | -- | ---- | ---- | ---- |
| 1972  | No se clasificó | -  | -  | -  | -  | -    | -    | -    |
| 1976  | No se clasificó | -  | -  | -  | -  | -    | -    | -    |
| 1980  | No se clasificó | -  | -  | -  | -  | -    | -    | -    |
| 1984  | No se clasificó | -  | -  | -  | -  | -    | -    | -    |
| 1988  | No se clasificó | -  | -  | -  | -  | -    | -    | -    |
| 1992  |                 | 7  | 5  | 0  | 2  | 157  | 143  | +14  |
| 1996  | 4ª              | 7  | 4  | 0  | 3  | 190  | 163  | +27  |
| 2000  | 6ª              | 6  | 3  | 1  | 2  | 141  | 130  | +11  |
| 2004  | 5ª              | 6  | 5  | 0  | 1  | 159  | 134  | +25  |
| 2008  |                 | 8  | 7  | 0  | 1  | 228  | 185  | +43  |
| 2012  |                 | 8  | 7  | 0  | 1  | 229  | 175  | +54  |
| 2016  |                 | 8  | 6  | 0  | 2  | 241  | 209  | +32  |
| 2020  |                 | 8  | 7  | 0  | 1  | 256  | 222  | +34  |
| 2024  | 8ª              | 6  | 2  | 1  | 3  | 163  | 166  | -3   |
| Total | 9/15            | 68 | 49 | 3  | 16 | 1877 | 1618 | +259 |

#### Campeonatos del Mundo
| Año    | Posición        |
| ------ | --------------- |
| 1938   | No se clasificó |
| 1954   | 6º              |
| 1958   | 9º              |
| 1961   | 8º              |
| 1964   | 14º             |
| 1967   | 10º             |
| 1970   | 11º             |
| 1974   | No se clasificó |
| 1978   | 16º             |
| 1982   | No se clasificó |
| 1986   | No se clasificó |
| 1990   | 9º              |
| 1993   |                 |
| 1995   |                 |
| 1997   |                 |
| 1999   | 6º              |
| 2001   |                 |
| 2003   |                 |
| 2005   |                 |
| 2007   | 4º              |
| 2009   |                 |
| 2011   |                 |
| 2013   | 6º              |
| 2015   |                 |
| 2017   |                 |
| / 2019 |                 |
| 2021   | 4º              |
| / 2023 |                 |
| Total  | 24/28           |

#### Campeonatos de Europa
| Año   | Posición |
| ----- | -------- |
| 1994  | 6º       |
| 1996  | 7º       |
| 1998  | 7º       |
| 2000  | 4º       |
| 2002  | 6º       |
| 2004  | 6º       |
| 2006  |          |
| 2008  |          |
| 2010  |          |
| 2012  | 11º      |
| 2014  |          |
| 2016  | 5º       |
| 2018  |          |
| 2020  | 14º      |
| 2022  | 4º       |
| 2024  |          |
| Total | 16/16    |

## Selección

### Jugadores

#### Última convocatoria
Convocatoria del seleccionador nacional Guillaume Gille para el Campeonato Europeo de Balonmano Masculino de 2024:
| Nº | Nombre             | Altura         | Peso            | Posición          | Partidos | Goles | Club                |
| -- | ------------------ | -------------- | --------------- | ----------------- | -------- | ----- | ------------------- |
| 1  | Samir Bellahcene   | 1,91 m (6′ 3″) | 120 kg (264 lb) | Arquero           | 4        | 1     | THW Kiel            |
| 2  | Yanis Lenne        | 1,87 m (6′ 2″) | 86 kg (189 lb)  | Extremo derecho   | 47       | 91    | Montpellier HB      |
| 5  | Nedim Remili       | 1,95 m (6′ 5″) | 94 kg (207 lb)  | Lateral derecho   | 115      | 352   | MKB Veszprém        |
| 8  | Elohim Prandi      | 1,93 m (6′ 4″) | 101 kg (222 lb) | Lateral izquierdo | 28       | 63    | Paris Saint-Germain |
| 9  | Melvyn Richardson  | 1,90 m (6′ 3″) | 87 kg (191 lb)  | Lateral derecho   | 76       | 183   | F. C. Barcelona     |
| 10 | Dika Mem           | 1,94 m (6′ 4″) | 90 kg (198 lb)  | Lateral derecho   | 106      | 340   | F. C. Barcelona     |
| 11 | Nicolas Tournat    | 2,00 m (6′ 7″) | 116 kg (255 lb) | Pivote            | 86       | 190   | KS Vive Kielce      |
| 13 | Nikola Karabatić   | 1,96 m (6′ 5″) | 107 kg (235 lb) | Central           | 348      | 1277  | Paris Saint-Germain |
| 14 | Kentin Mahé        | 1,85 m (6′ 1″) | 86 kg (189 lb)  | Central           | 162      | 530   | MKB Veszprém        |
| 16 | Charles Bolzinger  | 1,98 m (6′ 6″) | 100 kg (220 lb) | Arquero           | 9        | 1     | Montpellier HB      |
| 17 | Timothey N'Guessan | 1,95 m (6′ 5″) | 106 kg (233 lb) | Lateral izquierdo | 108      | 216   | F. C. Barcelona     |
| 22 | Luka Karabatić     | 2,02 m (6′ 8″) | 110 kg (242 lb) | Pivote            | 144      | 168   | Paris Saint-Germain |
| 23 | Ludovic Fabregas   | 1,98 m (6′ 6″) | 100 kg (220 lb) | Pivote            | 129      | 296   | Telekom Veszprém    |
| 25 | Hugo Descat        | 1,83 m (6′ 0″) | 94 kg (207 lb)  | Extremo izquierdo | 46       | 200   | MKB Veszprém        |
| 28 | Valentin Porte     | 1,90 m (6′ 3″) | 90 kg (198 lb)  | Extremo derecho   | 182      | 415   | Montpellier HB      |
| 29 | Benoît Kounkoud    | 1,88 m (6′ 2″) | 78 kg (172 lb)  | Extremo derecho   | 39       | 58    | KS Vive Kielce      |
| 31 | Dylan Nahi         | 1,92 m (6′ 4″) | 91 kg (200 lb)  | Extremo izquierdo | 45       | 118   | KS Vive Kielce      |
| 34 | Karl Konan         | 1,97 m (6′ 6″) | 96 kg (211 lb)  | Lateral izquierdo | 23       | 5     | Montpellier HB      |
| 92 | Rémi Desbonnet     | 1,82 m (6′ 0″) | 85 kg (187 lb)  | Arquero           | 29       | 2     | Montpellier HB      |

## Estadísticas

### Jugadores con más internacionalidades
| Jugador            | Partidos |
| ------------------ | -------- |
| Jackson Richardson | 417      |
| Jérôme Fernandez   | 390      |
| Didier Dinart      | 379      |
| Nikola Karabatic   | 356      |
| Thierry Omeyer     | 318      |
| Guillaume Gille    | 308      |
| Pascal Mahé        | 297      |
| Philippe Gardent   | 283      |
| Daniel Narcisse    | 276      |
| Bertrand Gille     | 268      |
| Gaël Monthurel     | 253      |
| Olivier Girault    | 248      |
| Thierry Perreux    | 244      |
| Christian Gaudin   | 242      |
| Frédéric Volle     | 241      |
| Stéphane Stoecklin | 238      |

### Máximos goleadores
- Jérôme Fernandez 1.463
- Nikola Karabatic 1.293
- Frédéric Volle 1.016
- Stéphane Stoecklin 898
- Daniel Narcisse 834
- Bertrand Gille 806
- Jackson Richardson 787
- Pascal Mahé 739
- Michaël Guigou 733
- Guillaume Gille 678